# Cerkev Marijinega oznanjenja, Crngrob
Cerkev Marijinega oznanjenja v Crngrobu je romarska cerkev, ki se nahaja na robu pobočja hribčka v vasi Crngrob, ki je od Škofje Loke oddaljena 4 km. Označuje jo čokat renesančni zvonik z baročno kapo. Večkrat prezidana gotska cerkev je eden najpomembnejših srednjeveških umetnostnih spomenikov v Sloveniji. Po legendi naj bi njen najstarejši del zgradila ajdovska deklica iz Crngroba, katere rebro naj bi hranili v cerkvi.
Crngrob je znamenita Marijina božja pot. Iz romarskih potreb je rasla romanska cerkev v gotsko in se spreminjala skozi stoletja, odkar ni v sredini 19. stoletja dosegla sedanje podobe. Tloris cerkve, ki ga sestavljajo velika stebriščna lopa (lopa: na več strani odprt prostor, prislonjen k neki stavbi), tri gotske široke ladje in, prostoren, poznogotski dvoranski prezbiterij. Ob cerkev je na južni strani prilepljen mogočen zvonik. Gradbeni elementi kažejo, da stavba ni bila postavljena sočasno. Začetki cerkve (najstarejši zid je na severni strani) segajo vsaj v 13. stoletje, ko je na Slovenskem obvladoval likovno umetnost in stavbarstvo še romanski slog. Gotika ji je v tristo letih svojega obstoja postopoma dodajala nove stavbne dele, obokala in spreminjala arhitekturo in jo krasila s freskami ter ji vtisnila odločilni pečat. Barok pa je vse od svojih začetkov do zrelih let opremljal gotsko cerkev z bahavimi oltarnimi izdelki in orglami, dokler niso gradbeni spomini na gotiko z dodatkom lope sredi 19. stol. zaključili njenega vsaj šeststoletnega umetnostnega razvoja.
Najlepši pogledi na cerkev se odpirajo od južne strani, bodisi od spodaj ali s pobočja hriba nad njo. Od vsepovsod jo obvladuje mogočen zvonik, ki je že sam po sebi velika stavbna mojstrovina. Ko pa se ji približamo in nas z južne ladijske stene pozdravlja velika freska sv. Krištofa iz leta 1464, pa še druga podoba tega orjaka, ki jo je na zahodno zvonikovo steno v drugi polovici 19. stol. naslikal Janez Gosar, nas velika stebriščna lopa kar vabi v svoje oboke. Leta 1858 jo je v obliki nove gotike prislonil k pročelju loški stavbenik Janez Molinaro. Tu je na cerkveni steni veliko različnih slikarij, zazidanih in odprtih vhodov pa še okence povrhu, da z vsem tem sprva sploh ne vemo kaj početi. Pa nam priskoči na pomoč stavbni razvoj cerkve, kakor sta ga v preteklem stoletju razložila Janez Veider in France Stelé, ki sta cerkev najbolje poznala.

## Arhitektura
Prva crnogrobska cerkev je bila manjša, romanska zidana stavba s polkrožno oltarno apsido in ravnim lesenim stropom. Severna stena in del vzhodne stene stare cerkve sta se v severovzhodnem kotu sedanje ladje še deloma ohranili v kasneje povečani cerkvi, kakor se lahko sklepa po najstarejših stenskih slikarijah, katerih nastanek je postavljen v čas okoli leta 1300. To cerkvico s približnimi merami 8 x 7 m so sredi 14. stoletja v isti širini podaljšali proti zahodu do dvojne dolžine, ob njeni fasadi na južni strani pa postavili zvonik. Kmalu je tudi ta ozka in dolga cerkev postala pretesna za romarske potrebe. Že v prvi polovici 15. stoletja so se odločili za temeljito razširitev proti jugu, pri čemer so ohranili dolžino druge cerkve, njen zvonik pa so podrli in le njegovo zahodno steno vključili v novo fasado. Zaradi nenavadne širine so prostor te tretje cerkve razdelili s šilastimi arkadami v tri ladje, prekrite z ravnimi lesenimi stropovi, katerih požagani nosilci so še sedaj vidni. Na vzhodni strani je imela ta cerkev tri majhne oltarne prostore, katere omenja nek kasnejši zapis.
Razgibanemu gotskemu času, ko je romanje močno cvetelo, tudi ta cerkev s svojimi preprostimi lesenimi stropovi ni več ustrezala. Odločili so se za obokanje ladij s križnimi rebrastimi oboki, kakor so v njej še danes. To obokanje so izpeljali pred letom 1453, kar dokazuje letnica na stenskih freskah za oltarjem sv. Martina. Kmalu zatem se je po lastniških in kulturnih zvezah loškega ozemlja z Bavarsko uveljavil na Gorenjskem nov, dvoranski (dvorana: v cerkvenem stavbarstvu velik enoten prostor, lahko tudi triladijski, vendar ima za razliko z baziliko vse ladje enako visoke) tip cerkvene prostornine. To novo prostorsko občutje je bilo za romarske potrebe zelo prikladno, saj je bila z njim ustvarjena velika, enotna prostornina. Odločili so se, da ohranijo vso staro cerkev razen treh oltarnih apsid in namesto njih prizidajo k ladjam enoten dvoranski prezbiterij. Delo so zaupali mojstru Jurku, stavbeniku in loškemu meščanu. O tem se je ohranila celo pogodba, ki določa, da naj podre vse tri oltarne niše in postavi nov enoten kor, južno ob njem pa nov zvonik. Novi prezbiterij naj nima zunanjih opornikov, temveč le ogle iz rezanega kamenja (v resnici so dodali nekaj izstopajočega talnega zidca), oboki na njem pa naj se opirajo na šest slopov (slop: pokončen, prosto stoječ podporni člen v arhitekturi za razliko z okroglim stebrom navadno pravokotne oblike) in naj bodo okrašeni s sklepniki (sklepnik: kiparsko okrašen kamen na temenu gotskega oboka, v katerem se stikajo /sklepajo/obročna rebra), zlasti z grbom freisinške škofije, pod katero je loško ozemlje v cerkvenem in svetnem življenju takrat spadalo.
Stavba, kakršna stoji danes, dokazuje, da se je mojster Jurko natančno držal pogodbe. Le z nizkim zvonikom kasneje niso bili zadovoljni in so ga zato v letih 1551 in 1566 vsakič povišali za dve nadstropji. V baroku se stavba ni bistveno spreminjala. Dobila pa je značilno čebulasto kapo zvonika. Šele v 19. stoletju so dodali obokano in tlakovano vhodno stebriščno lopo, ki pa stare arhitekture ni prizadela. Tako se nam cerkev danes razodeva kot zanimiva skozi ves pozni srednji vek in kasneje razvijajoča se stavba, katere estetsko mikavni elementi se nanašajo na njeno zunanjo pojavnost in njeno slikovito lego v pokrajini, v notranjščini pa na dvojnost neenotnega, nekako potlačenega in temačnega ladijskega dela ter prostorsko zaokroženega, visokega in svetlega dvoranskega prezbiterija. V cerkvi se ponujajo slikoviti diagonalni pogledi iz nizkih ladij proti prezbiteriju, v obratni smeri pa se lahko prepričamo o tem, kako nasilno so takrat združevali dvoranski prezbiterij z obstoječimi ladjami, ki jih objema en sam velik, a slepi slavolok (slavolok: lok, ki povezuje v cerkvi ladijski prostor s prezbiterijem). Nekdanje taborsko obzidje je slabše ohranjeno. Propada tudi stavba za romarje, ki stoji ob cerkvi.

## Poslikave
Stenske slikarije so poleg arhitekture druga dragocenost crngrobske cerkve. Že na zunanjščini se ponujajo obiskovalcu. Z njimi so po italijanskem načinu poslikali vso zahodno fasado sredi 14. stoletja podaljšane »druge« cerkve, kakor jih še danes vidimo. Ta fasada ima trikotno čelo, na katerem se freske, ki se nanašajo na pasijon, razporejene v štirih vodoravnih pasovih, tako da je smiselni začetek z Zadnjo večerjo v zgornjem pasu danes viden le s podstrešja nad prizidano lopo. Te freske so z močnimi spomini na italijansko slikarstvo giottovske smeri na Slovenskem med najstarejšimi primerki tega, kar se na Slovenskem označuje s furlansko smerjo zidnega slikarstva in so nastale okoli leta 1400. Ikonografsko zanimiva je izredno slabo ohranjena freska »Sveta Nedelja« desno od glavnega vhoda v cerkev. Freska z realističnimi prizori vsakdanjih opravil okoli trpečega Kristusa, s katerimi se je človek pregrešil zoper praznik, je nastala okoli leta 1460 in sodi v krog slikarja Janeza Ljubljanskega (tudi Johannes de Laybaco). Na freski je v sredini upodobljen stoječi Kristus - trpin tipa Imago pietatis, okrog njega pa so v devetih vodoravnih pasovih nanizani najrazličnejši prizori iz vsakdanjega življenja, od raznih del, opravil in zabav, s katerimi Kristusa ponovno mučimo, če jih opravljamo na Gospodov dan. Zato tudi ime »Sveta Nedelja« za to sliko, ki ima po svoji ikonografiji celo v širšem evropskem okviru vidno mesto. Podoba je močno obledela. Kopijo te slike, na kateri so posamezni prizori bolj jasno razpoznavni, lahko vidimo v muzeju v Škofji Loki. 
V notranjosti je prostor razdeljen v tri gotsko obokane ladje, ki se skozi tri šilaste loke odpirajo v svetel in visok dvoranski prezbiterij. Najzgovornejša je severna ladja, ki je v svojem spodnjem delu poslikana. Na levi steni so slikarije, ki dokumentirajo tudi najstarejši stavbni razvoj cerkve. Ohranjen je stoječi angel iz skupine Oznanjenja, ki ga izraziti zgodnjegotski risarski slog postavlja še na začetek 14. stoletja, v zgornjem pasu pa so prizori pasijona, ki pripadajo prvič povišani in podaljšani cerkvi. Ko pa so v drugič povečano in že triladijsko stavbo v 15. stoletju obokali, so ta del ponovno poslikali. Te stenske slike je po sporočilu sočasnega napisa leta 1453 naslikal freskant, mojster Bolfgangus de...cz... Med vsemi upodobljenimi prizori je najmikavnejše Jezusovo rojstvo na vzhodni steni, delno skrito za oltarjem sv. Martina, kjer kleči ob novorojencu njegova mati, ena najlepših in najmlajših slovenskih Marij, Jožefu pa je zaradi nepazljivosti pravkar prekipelo mleko v ponvi. Na desni steni je vrsta stoječih svetnic, nad njimi pa sv. Jernej. Te slikarije so med najlepšimi, kar so jih na Slovenskem ustvarili freskanti v 15. stoletju.

## Notranja oprema
Tretje poglavje spomeniškega bogastva cerkve v Crngrobu je njena oprema, predvsem njen veliki oltar, ki je eden najlepših in največjih primerkov »zlatih oltarjev« na Slovenskem. Oltar je izreden izdelek domačega podobarstva in rezbarstva, te vodilne umetnostne zvrsti našega 17. stoletja. Izdelal ga je leta 1652 ljubljanski podobar Jurij Skarnos, zlato prevleko pa mu je nadel loški slikar Jakob Jamšek. Oltar se dviga kot mogočna stena, okrašena s stebri, kipi in okrasno motiviko, v kateri se izraža na poseben način predelana renesansa. Poleg glavnega pa je v cerkvi še šest manjših »zlatih oltarjev«, med katerimi je najlepši oltar sv. Martina v severni ladji iz leta 1680. Dva baročna oltarja, s porabo starejšega materiala in prižnico, je sredi 18. stoletja naredil Hilarij iz Göttingena, baročno bogato okrašene orgle iz 1743 pa so delo J. F. Janečka (tudi J.F. Janecheck). Orgle so bile do junija 2020 popolnoma prenovljene.
V vrhnjem nadstropju zvonika visijo štirje zvonovi, manjše tri je ljubljanski livar Anton Samassa ulil leta 1861, večjega pa njegov predhodnik Vincenc Samassa leta 1807. Pojejo v durovem akordu v tonih H° - dis' - fis' - h'.
- Notranjost cerkve, oltar
- Freska in kitovo rebro (Ajdovska deklica)

## Zaključek
Cerkev Marijinega oznanjenja v Crngrobu nedvomno spada med naše največje umetnostne spomenike. Poleg tega, da je s svojo stavbno rastjo zanimiv dokument razvijajoče se srednjeveške arhitekture, je na cerkvi zbrana vrsta pričevalnih fresk, ki imajo za vse poznavanje našega srednjeveškega slikarstva v 14. in 15. stoletju kar ključen pomen, in da lahko ob »zlatih oltarjih« tudi sledimo razvoju te podobarske zvrsti 17. stoletja, ki je z glavnim oltarjem dosegla enega svojih viškov na našem nacionalnem ozemlju.